# Ronde van Servië 2012
De Ronde van Servië 2012 ("Кроз Србију 2012") werd verreden van dinsdag 12 juni tot en met zondag 17 juni in de voormalige Joegoslavische deelrepubliek Servië. Het was de 52e editie van de rittenkoers, die sinds 2005 deel uitmaakt van de UCI Europe Tour (categorie 2.2), en ditmaal zes etappes telde. Titelverdediger was de Serviër Ivan Stević, die in deze editie eindigde op de 35ste plaats in de eindrangschikking, op ruim 18 minuten van winnaar Stefan Schumacher. In totaal kwamen 112 van de 124 gestarte renners over de streep in Belgrado.

## Etappe-overzicht
| Datum   | Etappe | Start – Finish               | Afstand  | Winnaar             | Klassementsleider   |
| ------- | ------ | ---------------------------- | -------- | ------------------- | ------------------- |
| 12 juni | 1      | Niš – Niš                    | 52,4 km  | Maximiliano Richeze | Maximiliano Richeze |
| 13 juni | 2      | Niš – Kragujevac             | 146 km   | Enrico Rossi        | Ivan Stević         |
| 14 juni | 3      | Kragujevac – Bajina Bašta    | 172,6 km | Stefan Schumacher   | Stefan Schumacher   |
| 15 juni | 4      | Bajina Bašta – Pale          | 172 km   | Fortunato Baliani   | Stefan Schumacher   |
| 16 juni | 5      | Milici – Ruma                | 154 km   | Maximiliano Richeze | Stefan Schumacher   |
| 17 juni | 6      | Sremska Mitrovica – Belgrado | 77,8 km  | Maximiliano Richeze | Stefan Schumacher   |

## Eindklassementen

### Algemeen klassement
| Ronde van Servië 2012 |                       |                          |           |
| Plaats                | Naam                  | Ploeg                    | Tijd      |
| Gele trui             | Stefan Schumacher     | Christina Watches-Onfone | 19u05'38" |
| 2                     | Sergei Rudaskov       | Itera-Katjoesja          | +00' 16"  |
| 3                     | Alexander Prishpetnyy | Itera-Katjoesja          | +00' 33"  |
| 4                     | Maarten de Jonge      | CCN-Hong Kong            | +00' 34"  |
| 5                     | Matija Kvasina        | Tusnad Cycling Team      | z.t.      |
| 6                     | Alexander Foliforov   | Itera-Katjoesja          | +00' 42"  |
| 7                     | Gabor Fejes           | Bianchi Regional         | +00' 47"  |
| 8                     | Michael Rasmussen     | Christina Watches-Onfone | +01' 03"  |
| 9                     | Fortunato Baliani     | Team Nippo               | +01' 19"  |
| 10                    | Damian Walczak        | BDC-Marcpol Team         | +01' 32"  |
|                       |                       |                          |           |
| 12                    | Joeri Adams           | Telenet-Fidea            | z.t.      |

### Puntenklassement
| Ronde van Servië 2012 |                     |                  |        |
| Plaats                | Naam                | Ploeg            | Punten |
| Groene trui           | Maximiliano Richeze | Team Nippo       | 33     |
| 2                     | Ivan Stević         | Salcano          | 24     |
| 3                     | Marcin Sapa         | BDC-Marcpol Team | 23     |

### Bergklassement
| Ronde van Servië 2012 |                   |                          |        |
| Plaats                | Naam              | Ploeg                    | Punten |
| Rode trui             | Fortunato Baliani | Team Nippo               | 25     |
| 2                     | Alexander Kamp    | Christina Watches-Onfone | 17     |
| 3                     | Jiri Polnicky     | Whirlpool-Author         | 12     |

### Trofej Bore Ivkovica
| Ronde van Servië 2012 |                   |                  |        |
| Plaats                | Naam              | Ploeg            | Punten |
| Witte trui            | Marcin Sapa       | BDC-Marcpol Team | 31     |
| 2                     | Fortunato Baliani | Team Nippo       | 25     |
| 3                     | Jiri Polnicky     | Whirlpool-Author | 21     |

### Ploegenklassement
| Ronde van Servië 2012 |                          |           |
| Plaats                | Ploeg                    | Tijd      |
|                       | Itera-Katjoesja          | 57u18'42" |
| 2                     | Christina Watches-Onfone | +00' 34"  |
| 3                     | Team Nippo               | +03' 22"  |

1939 · 
1940 · 
1941–1962 · 
1963 · 
1964 · 
1965 · 
1966 · 
1967 · 
1968 · 
1969 · 
1970 · 
1971 · 
1972 · 
1973 · 
1974 · 
1975 · 
1976 · 
1977 · 
1978 · 
1979 · 
1980 · 
1981 · 
1982 · 
1983 · 
1984 · 
1985 · 
1986 · 
1987 · 
1988 · 
1989 · 
1990 · 
1991 · 
1992 · 
1993 · 
1994 · 
1995 · 
1996 · 
1998 · 
1999 · 
2000 · 
2001 · 
2002 · 
2003 · 
2004 · 
2005 · 
2006 · 
2007 · 
2008 · 
2009 · 
2010 · 
2011 · 
2012 · 
2013 ·
2014 · 
2015 · 
2016 · 
2017 · 
2018 · 
2019 · 
2020 · 
2021 · 
2022 · 
2023–2024 ·